# Parajubaea torallyi
La  palmera pasopaya, palabra quechua que significa "coco áspero",  Parajubaea torallyi  es una especie de planta fanerógama de la familia de las palmeras (Arecaceae).

## Distribución
Es una de las cuatro palmeras exclusivas (endémicas) de Bolivia: sólo se encuentra en los departamentos de Cochabamba y de Chuquisaca. Está fuertemente amenazada de extinción por pérdida de hábitat. Se encuentra bien representada en el Área natural de manejo integrado El Palmar.

## Nombre común
Janchi coco, palmera zunca, palma de janchicoco.

## Ecología
Es altamente apreciada en el mercado internacional como palmera ornamental resistente al frío, porque crece entre los 2400 a 3400 m s. n. m., en los valles secos interandinos. Los pobladores rurales la utilizan como suministro de nutrientes, forraje y venta de semillas, para apoyar su economía familiar.
Se están haciendo esfuerzos para conservar las dos subpoblaciones de Pasopaya, en el Área Natural de Manejo Integrado "El Palmar", la única área protegida de Chuquisaca. La fuerte presión a la que está expuesta exige impulsos decididos para apoyar las acciones locales de conservación, por parte de todas las instituciones gubernamentales y no gubernamentales. Su carácter endémico responsabiliza, como país, del futuro de esta especie. Pero no hay investigaciones ni acciones para acentuar la regeneración.

## Descripción
Es una palmera de hasta 17 m de altura, 4 dm de diámetro de tronco, y 10 m de diámetro de la planta, con hojas pinnadas.

## Taxonomía
Parajubaea torallyi fue descrita por (G.Martens) Burret y publicado en Notizblatt des Botanischen Gartens und Museums zu Berlin-Dahlem 11: 50. 1930.
Etimología
Parajubaea: nombre genérico compuesto que proviene de para = "cercana" y jubaea, indicando su cercanía con el género Jubaea.
Sinonimia
- Diplothemium torallyi Mart. in A.D.d'Orbigny (1844).
- Jubaea torallyi (Mart.) H.Wendl. in O.C.E.de Kerchove de Denterghem (1878).
- Allagoptera torallyi (Mart.) Kuntze (1891).
- Polyandrococos torallyi (Mart.) Barb.Rodr. (1901).[4]